# Nana Dzsanelidze
Nana Dzsanelidze, Nana Janelidze (grúzul: ნანა ჯანელიძე) (Tbiliszi, 1955. augusztus 7. –) grúz filmrendező, forgatókönyvíró, egyetemi oktató.

## Életrajza
Nana Dzsanelidze 1979-ben végzett a Tbiliszi Állami Színházi Intézet rendezői karán Tengiz Abuladze tanítványaként. 1986–1993 között a Tbiliszi Állami Egyetem Filmlaboratóriumának tudományos munkatársa volt.
Forgatókönyvíróként, másod rendezőként és zenei rendezőként dolgozott Tengiz Abuladzével a Vezeklés című 1984-es filmben. A film az 1987-es Cannes-i Filmfesztivál nagydíját nyerte el , Golden Globe-díjra jelölték a legjobb idegen nyelvű film kategóriában, és hat kategóriában nyerte el a Nyika-díjat, köztük a legjobb forgatókönyvért járó díjat is.
1981-től a Grúzia Filmstúdió igazgatója; 1996-tól a Tbiliszi Állami Egyetem Bölcsészettudományi Tanszékének oktatója. 
Ő a következő filmek rendezője: "Nagyfiú és kisfiú" (1978), "Család" (1985), "Altatódal" (1994), "Egy csepp Grúzia" (1999).
1994-ben írta és rendezte az Altatódal című filmet, amelyért abban az évben  elnyerte Grúzia Állami Díját, a Jakob Gogebasvili pedagógiai díjat, az Össz-Uniós Filmművészeti Intézet különdíját, az Orosz Ortodox Filmfesztivál, az Orosz Nemesi Társaság, a Pesaro Filmfesztivál illetve a Lagovo Filmfesztivál fődíját és a Grúz Egyház-díjat.
2000-ben Nana Dzsanelidze és Nanuka Huszkivadze színésznő megalapította az N&N filmgyártó stúdiót.  2008–2009-ben Dzsanelidze irányított egy projektet, amelyben az N&N stúdió együttműködött a Filmörökségvédelmi Szövetséggel, hogy helyreállítsák az 1912-es Akaki Cereteli utazása Racsa-Lecshumiba című filmet , Grúzia első dokumentumfilmjét. 
2011-ben Dzsanelidze társszerzője és rendezője volt a Bárcsak lenne ott színház?!  című Kahi Kavszadze színművészről  készült életrajzi filmnek, amely a Kavszadze család élettörténetén alapul. A film elnyerte a Nyika-díjat . 
2012-től a tbiliszi Folk Rádió mozirovatát vezeti. 
2013 és 2016 között a Grúz Nemzeti Filmközpont igazgatója volt. 
2019-ben kiadtak egy előzetest egy életrajzi filmből, amelyet Leszja Ukrainka ukrán költő életéről forgattak, grúz-ukrán koprodukcióban, Nana Dzsanelidze rendezésében,

## Filmográfia
| Év   | A Film címe                 | Eredeti filmcím          | Rendező | Forgatókönyvíró | Megjegyzés           | Ref.  |
| ---- | --------------------------- | ------------------------ | ------- | --------------- | -------------------- | ----- |
| 1978 | Nagyfiú és kisfiú           | დიდი ბიჭი და პატარა ბიჭი | Igen    | Igen            | rövidfilm            | [ 2 ] |
| 1984 | Vezeklés                    | მონანიება                | Nem     | Igen            | zenei rendező        | [ 2 ] |
| 1985 | Család                      | ოჯახი                    | Igen    | Igen            | rövid tévéfilm       | [ 2 ] |
| 1988 | Vakáció                     | დღესასწაული              | Nem     | Nem             | színészként          | [ 2 ] |
| 1994 | Altatódal                   | იავნანა                  | Igen    | Igen            |                      | [ 2 ] |
| 1999 | Egy csepp Grúzia            | ერთი წვეთი საქართველო    | Igen    | Igen            |                      | [ 2 ] |
| 2002 | Tengiz Abuladze             | თენგიზ აბულაძე           | Igen    | Igen            | dokumentumfilm       | [ 2 ] |
| 2003 | Álmok egy száraz hídról     | მშრალი ხიდის სიზმრები    | Igen    | Igen            | producer is          | [ 2 ] |
| 2005 | Karácsonyi ajándék          | საშობაო საჩუქარი         | Igen    | Igen            | rövidfilm            | [ 2 ] |
| 2010 | A grúz ének lovagjai        | გალობის რაინდები         | Igen    | Nem             | dokumentum filmdráma | [ 2 ] |
| 2011 | Bárcsak lenne ott színház?! | ნეტავი იქ, თეატრი არის?! | Igen    | Igen            | producer is          |       |
| 2013 | Jelentés Tbilisziből        | რეპორტაჟი თბილისიდან     | Nem     | Nem             | színészként          |       |
| 2022 | Menj, Lisa                  | იარე, ლიზა               | Igen    | Igen            | producer is          |       |